# Gheorghe Platon
Gheorghe Platon (n. 26 februarie 1926, Buhuși, Neamț, România – d. 24 ianuarie 2006, Iași, România) a fost un istoric român, membru titular al Academiei Române (din 1993).

## Publicații
- Universitatea din Iași 1860-1985: dezvoltarea științei, Gheorghe Platon, V. Cristian, I. Agrigoroaiei, Editura Junimea, 1985
- Izgonirea țăranilor răzvrătitori de pe moșii: contribuții la cunoașterea frămîntărilor țărănesti din Moldova în prima jumătate a secolului al XIX-lea, Gheorghe Platon, 1966